# Erwin Hapke

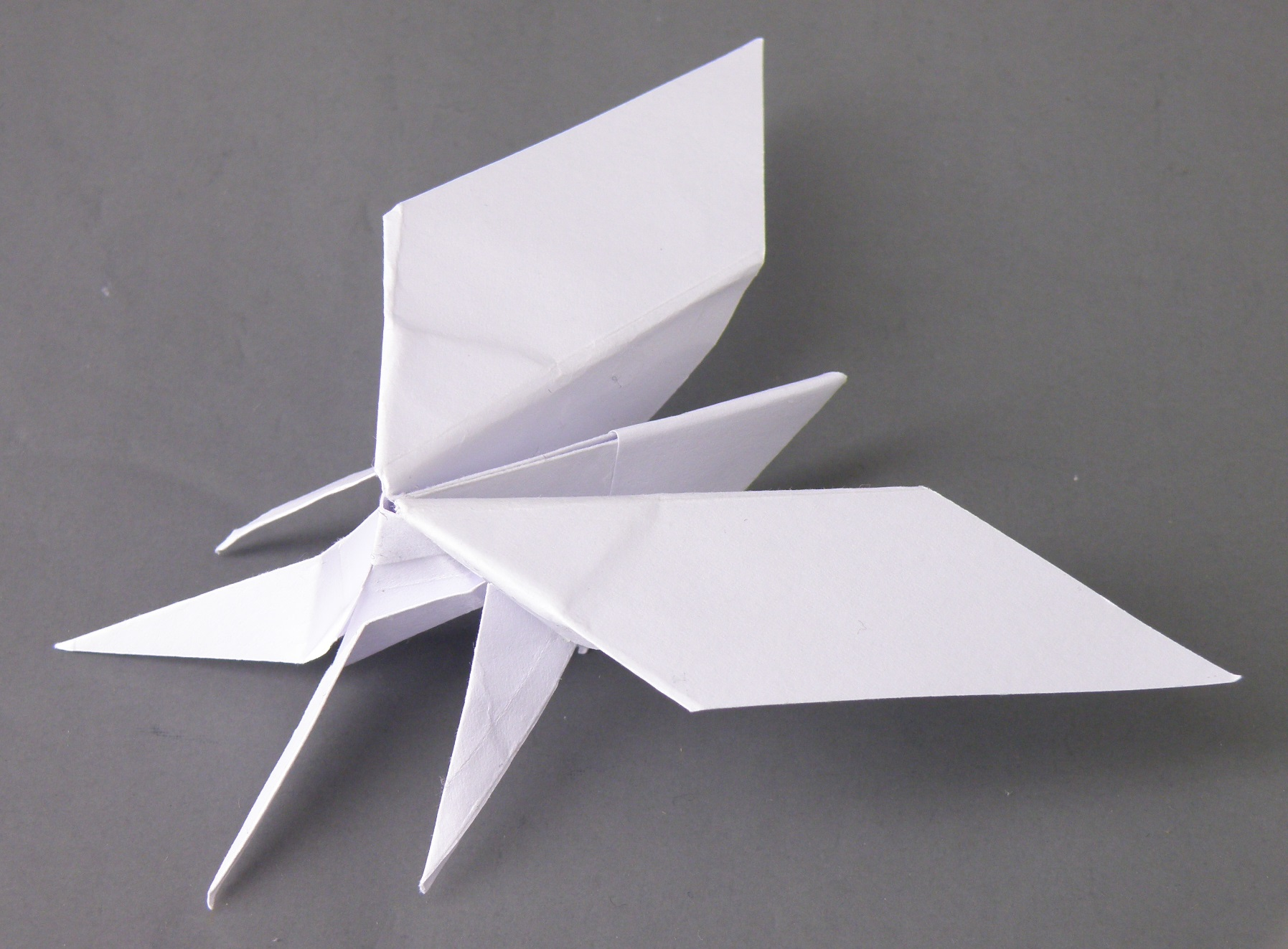
Eine Nachbildung basierend auf Erwin Hapkes Faltanleitungen

Erwin Hapke (* 1937 in Ostpreußen; † April 2016 in Fröndenberg/Ruhr) war ein deutscher Biologe und Objektkünstler.
Er schuf zehntausende Faltfiguren aus Papier und Metall, die er in seinem Elternhaus kuratierte, das er so gut wie nie verließ. Hapke gilt als einer der wenigen Künstler, die während ihrer Schaffenszeit ihr Werk niemals Außenstehenden zeigten. In seinem Testament verfügte er sein Museum der Öffentlichkeit zugänglich zu machen. Er war Autodidakt, wodurch sein Werk der Art Brut zugeordnet wird.

## Leben
Hapke war der Sohn von Erna Hapke, geborene Schleminger und verbrachte die ersten sieben Jahre seines Lebens in Ostpreußen auf einem Bauernhof.
1944 floh er mit seiner Mutter und drei jüngeren Geschwistern vor der Roten Armee nach Westen und wohnte in Flüchtlingsheimen.
Hapke machte eine Schlosserlehre und erlangte das Abitur in der Abendschule.
Er absolvierte das Studium der Biologie und promovierte im Bereich Mikrobiologie an der Universität Gießen.
Er lebte eine bürgerliche Existenz und durchlief eine kurze Karriere im Max-Planck-Institut für Meeresbiologie in Wilhelmshaven, das sich Ende der 1970er Jahre umstrukturierte. Hapke verlor seine Anstellung und konnte danach nirgendwo in Deutschland Fuß fassen.
Aus diesem Lebensabschnitt scheint Hapke die biographischen Daten sorgfältig vernichtet zu haben, bis auf den Laborkittel aus dem Institut in Wilhelmshaven.
1981 war er verarmt und zog zurück in sein Elternhaus, das frühere Schulhaus von Fröndenberg.
Hier brachte er die Zeit zum Stillstand und kehrte der Welt den Rücken.
Es ist nachgewiesen, dass er 1996 zur Beerdigung seiner Mutter einmal das Haus verließ.
Mit dem Kurt-Schwitters-Zitat „Wir spielen, bis uns der Tod abholt“ am Küchenschrank verlebte Hapke die Jahre einsam ohne Einkommen in dem Haus und faltete Figuren.
Seine Schwester, die im Nachbarort wohnte, versorgte den Einsiedler jeden Freitag mit dem Nötigsten.
Er erfror nach einem Sturz, weil er die vom Vater gebaute Holzheizung nicht angefeuert hatte.
Hapke vererbte das Haus dem Sohn seiner Schwester, für den Hapkes Mutter häufig die Kinderbetreuung übernahmen. Für den Neffen war Hapke faszinierend und ein Vorbild. Der Neffe, heute als Philosoph in Köln beschäftigt, beschreibt Hapke als überragend intelligent mit viel Wissen, der charmant und witzig, aber auch jähzornig und konzentriert sein konnte.

## Wirken
Schon während seines Studiums und seiner Arbeit in Wilhelmshaven faltete Hapke Origami-Modelle aus bedrucktem oder beschriebenem Papier, das er gerade zur Hand hatte. Er fädelte diese Modelle auf Kordeln und verwahrte sie in einem der Fluchtkoffer. 
Hapke brachte sich das Falten von Papier- und Metallfiguren selber bei.
Letztere fertigte er in einer kleinen Blechfaltwerkstatt.
Mit Metall konnte er die Faltfiguren in Übergrößen herstellen.
Hapke nannte seine Faltfiguren „Papiermodelle“, was dem Umfang seiner Papiernachbildungen eher entspricht. 
Abweichend vom Origami ergänzte er mittels Bleistiftstrichen oder Beschriftungen feine Strukturen auf den gefalteten Tieren und Figuren.
Darüber hinaus benutzte er für ein und dieselbe Figur verschiedenfarbige Papiere.
An vielen Stellen hinterließ er offen sichtbare und versteckte Sprüche, wie: „Wer kein Papier falten mag – der hat es gut – braucht nichts zu machen – außer schlafen + fernsehen“ oder „Papierbilder sind nicht aus Ungeschicklichkeit weniger schön als Zeichnungen, sondern aus Notwendigkeit“.
Er schuf und arrangierte zehntausende Faltmodelle an Decken, Wänden und auf Möbeln, wobei er um die Bilder seiner Eltern herum arbeitete.
Unter anderem ließ er seine Kindheit auf dem Bauernhof als Papiermodell auferstehen.
Sein Vater hatte Bleistiftzeichnungen u. a. von dem Hof in Ostpreußen angefertigt.
Die originalen Koffer von der Flucht nach Westen arbeitete er in das Gesamtkunstwerk der Ausstellung ein. Eine erdrückende Menge von Heuschrecken und anderen Insekten erwartete die Besucher im Insektenzimmer.
Daneben legte er teilweise Skizzen zur Faltung einzelner Figuren und Bleistift-Illustrationen zu einzelnen Arrangements.
Hapke gestaltete jeden Raum und jedes Stockwerk in einer kuratorischen Dramaturgie. Er wies eine Besuchertoilette aus und erstellte ein Besucherleitsystem durch die Räume des Hauses. Zum pädagogischen Konzept des Museums gehörten auch von ihm erstellte Faltanleitungen und vorgefaltetes Papier zum Ausprobieren für die kleinen und großen Besucher, die das Museum erleben würden.
Die Anleitungen waren sorgsam betitelte Broschüren, deren Skizzen Hapke mittels Vektorgrafiken am Computer erstellte. Das bereit gelegte Papier war teilweise farbig und zugeschnitten.
Zehntausende Faltfiguren schafften es nicht in die Ausstellungsräume und lagerten u. a. zwischen Pappdeckeln in der Badewanne, in Prospekthüllen, in Tüten, Kisten und Koffern.
Hapke gehört zu den wenigen Künstlern, die ihr Werk komplett im Verborgenen erstellten. In seinem Testament verfügte er, dass sein Museum so wie er es eingerichtet hatte, erhalten bleiben solle.
Seine Schwester fragte er, ob sie Führungen durchführen wolle.
Hape klebte in mehrere Räume seinen Wunsch für die Exponate: „Die Papierbilder meiner Tätigkeit sollen für immer zu Hause versammelt bleiben. [ ... ] Für Ausstellungen anderswo müssen sie alle nachgebaut werden.“
Sein geheimes Privatmuseum erlebten nach dem Tod Hapkes wenige Besucher.
Erste Ergebnisse der wissenschaftlichen Aufarbeitung legten nahe, dass das Museum zum Zeitpunkt des Todes kurz vor der Vollendung stand.
Für eine Ausstellung wurde 2017 das Nietzsche-Zimmer in Hapkes Museum inventarisiert, demontiert, verpackt und in einem rudimentär nachgebauten Zimmer in einem Schweizer Museum ausgestellt.
Ende 2019 war zu Hapkes Computerkenntnissen nur bekannt, dass er seine Faltanleitungen mit Vektorgrafiken auf einem Computer erstellte. Etliche Gigabyte an Daten auf der Festplatte blieben bis dahin ungesichtet. Verabredet wurde, das Gesamtwerk von drei Personen aus verschiedenen Blickwinkeln einordnen zu lassen.
Im Herbst 2021, nachdem viele Stellen zum Versuch zur Rettung des Gesamtkunstwerks am Aufstellungsort erfolglos angefragt waren, wurde die inzwischen von Umwelteinflüssen beeinflusste Kunst aus dem unbewohnten und ungeheizten Haus entfernt und eingelagert.
Inzwischen werden einige von Hapkes Papiermodellen in den Kunstmarkt eingeführt.

## Ausstellungen (postum)
- 2017: „alles zur zeit – Über den Takt, der unser Leben bestimmt“, Vögele Kultur Zentrum, Pfäffikon, Schweiz[10]
- 2023: „Verschwiegenes Schaffen. Die Künstler Hapke und Henschel“, Niederrheinisches Museum Kevelaer[11]

## Biografien
- Thomas Köster: Erwin Hapke. Welten-Falter. Mit einem Geleitwort von Matthias Burchardt. DruckVerlag Kettler, Bönen (i. Westfalen) 2023, ISBN 978-3-9874103-9-0 (144 S.).[11]
- Sandra Danicke: Der Tagfalter. Hamburg 2016.